# Caloboletus
Caloboletus is een geslacht van schimmels behorend tot de familie Boletaceae. De typesoort is Caloboletus calopus. Het geslacht is beschreven door Alfredo Vizzini en in 2014 gepubliceerd. De soorten uit dit geslacht komen wereldwijd voor.

## Soorten
Volgens Index Fungorum bevat het geslacht 17 soorten (peildatum augustus 2023):
| Soortnaam                                | Auteur(s)                                 | Publicatiejaar |
| ---------------------------------------- | ----------------------------------------- | -------------- |
| Caloboletus calopus (Pronksteelboleet)   | (Pers.) Vizzini                           | 2014           |
| Caloboletus conifericola                 | Vizzini                                   | 2014           |
| Caloboletus firmus                       | (Frost) Vizzini                           | 2014           |
| Caloboletus frustosus                    | (Snell & E.A. Dick) D. Arora & J.L. Frank | 2014           |
| Caloboletus guanyui                      | N.K. Zeng, H. Chai & S. Jiang             | 2019           |
| Caloboletus inedulis                     | (Murrill) Vizzini                         | 2014           |
| Caloboletus kluzakii                     | (Šutara & Špinar) Vizzini                 | 2014           |
| Caloboletus marshii                      | D. Arora, C.F. Schwarz & J.L. Frank       | 2014           |
| Caloboletus panniformis                  | (Taneyama & Har. Takah.) Vizzini          | 2014           |
| Caloboletus polygonius                   | (A.E. Hills & Vassiliades) Vizzini        | 2014           |
| Caloboletus radicans (Wortelende boleet) | (Pers.) Vizzini                           | 2014           |
| Caloboletus roseipes                     | (Bessette, Both & A.R. Bessette) Vizzini  | 2014           |
| Caloboletus roseo-olivaceus              | (J. Blum) N. Schwab                       | 2019           |
| Caloboletus rubripes                     | (Thiers) Vizzini                          | 2014           |
| Caloboletus taienus                      | (W.F. Chiu) Ming Zhang & T.H. Li          | 2017           |
| Caloboletus xiangtoushanensis            | Ming Zhang, T.H. Li & X.J. Zhong          | 2017           |
| Caloboletus yunnanensis                  | Kuan Zhao & Zhu L. Yang                   | 2014           |